# 애플 S1
애플 S1(Apple S1)은 애플이 설계한 컴퓨터 칩으로, 애플에서는 이 칩을 SiP(System in Package, 패키지형 시스템)라고 부른다.
애플 워치에 장착된다.

## 채용 제품
- 애플 워치

## 갤러리

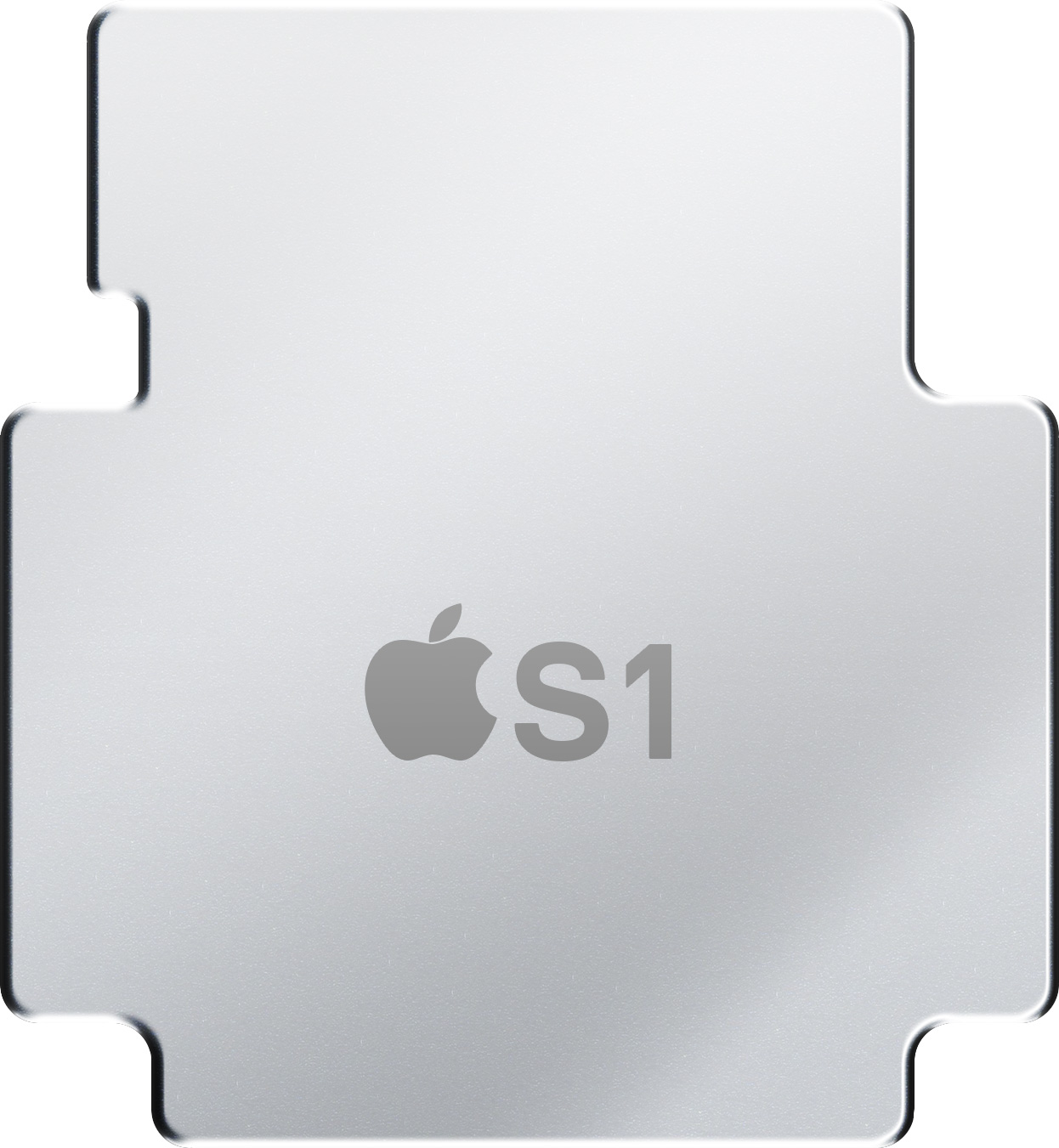
S1칩의 겉 생김새
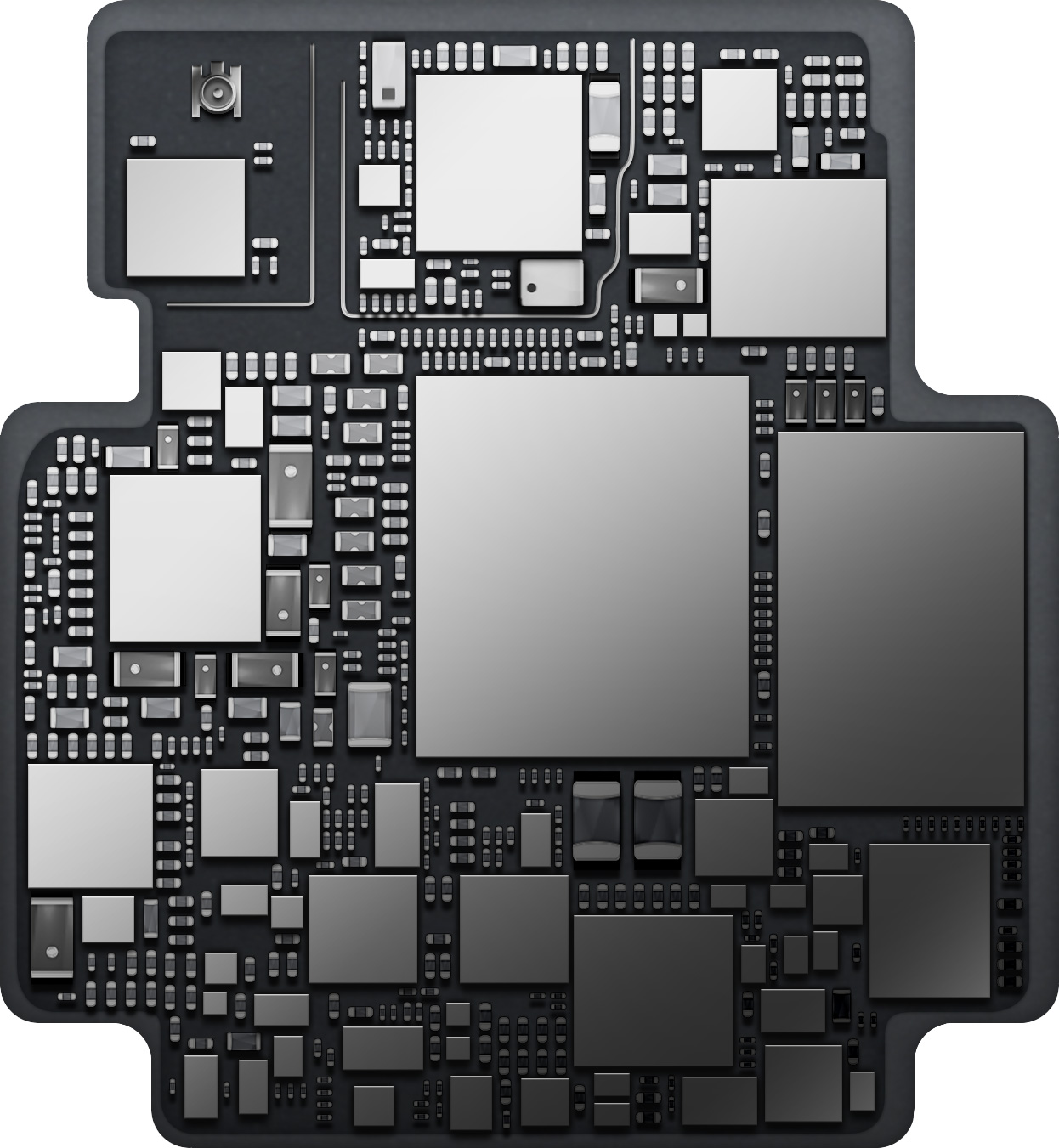
애플 S1칩에 분포하고 있는 여러 가지 칩들의 위치
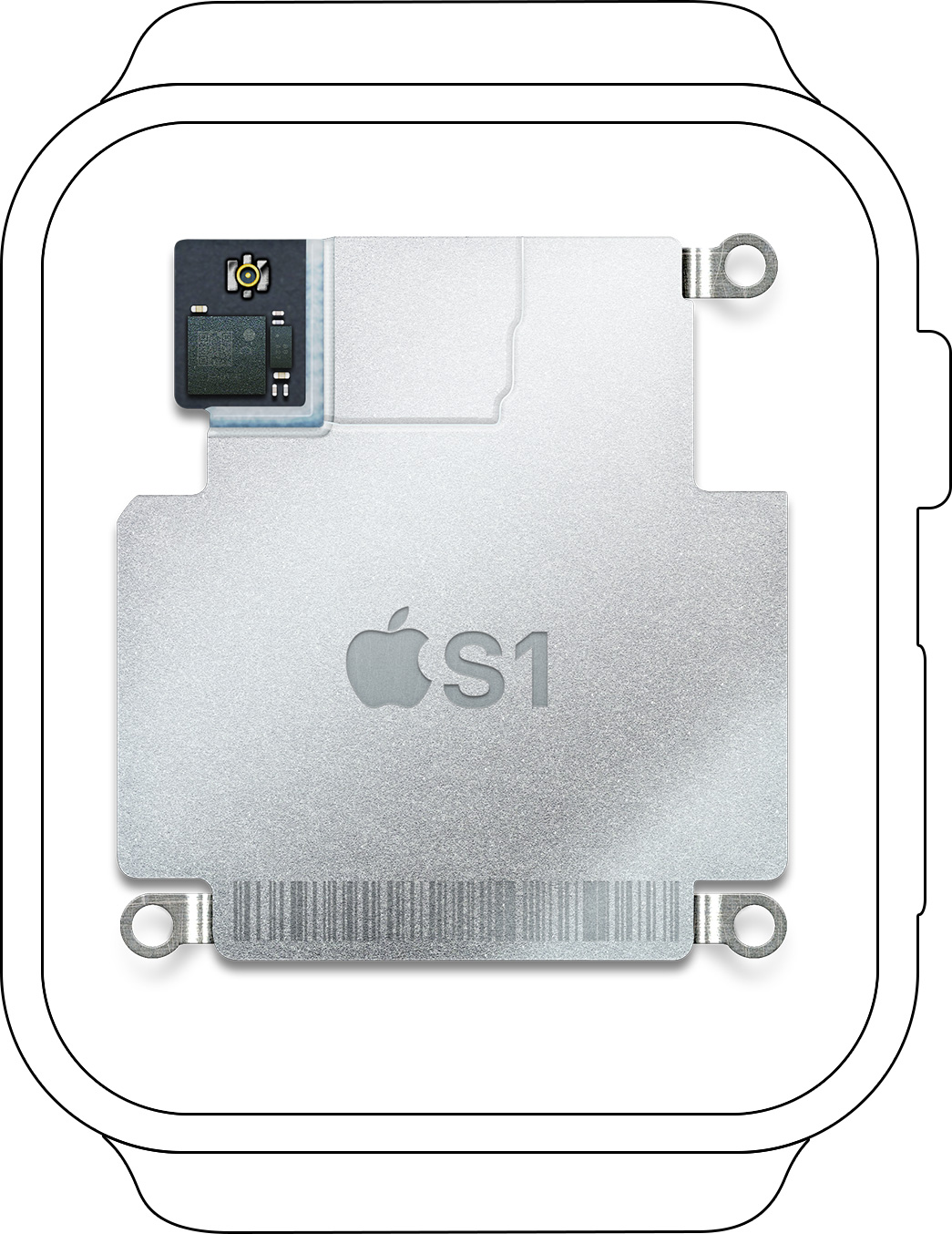
애플 워치와 비교한 애플 S1칩의 크기

## 같이 보기
- 애플 실리콘
- 애플 워치
- 애플 S2